# 精子
精蟲或精子（英語：spermatozoon、spermatozoön、複數 spermatozoa）是男性或其他雄性生物的生殖细胞。精子与卵子结合从而形成受精卵，进而发育为胚胎。精子最初由列文虎克于1677年观察到。

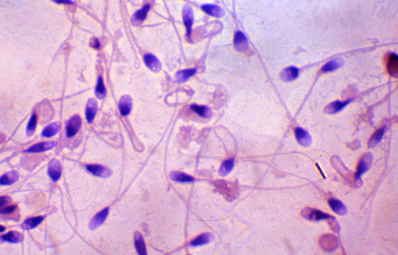
人类精子HE染色光镜图

对后代（二倍体）而言，精子细胞提供大约一半的遗传物质。在哺乳动物中，后代的性别由精子决定：含有Y染色体的精子受精后发育为男性/雄性后代（XY型），含有X染色体的精子受精后发育为女性/雌性后代（XX型），卵子只提供X染色体。

## 俗名
精子俗稱「蝌蚪」、「小蝌蚪」、「子彈」。

## 構造
精子主要由頂體、細胞膜、細胞核、具精子特征性的螺旋状粒線體以及鞭毛所構成。頂體含有溶解酶。當精子與卵子接觸時，溶解酶會被釋放出來，消融卵子的透明帶後與卵子結合，形成受精卵。

## 产生
精子发生（spermatogenesis）是有性生殖的雄性動物的睪丸中，生殖细胞从精原细胞一直发育到成熟的精子的过程。
原始生殖细胞經有丝分裂，分裂为大量精原细胞。精原细胞生长（细胞器增大且DNA的量變兩倍）（二倍体）變成初级精母细胞（双倍体）。一個初级精母细胞经减数分裂1變成两个次级精母细胞（单倍体）。兩個次級精母细胞經减數分裂2變为四个精细胞。精细胞经过分化/精子形成为单倍体的精子。

## 物种

### 植物
在藻菌植物、苔藓植物、蕨类植物以及裸子植物中的苏铁目和银杏目，都具有鞭毛而能游动的精子；但裸子植物中的松杉目和买麻藤目以及全部被子植物，精子都不具鞭毛。

### 人类
人类的精子形状像一只小蝌蚪，长约50-60微米（0.05-0.06毫米）。其头部的細胞核负责携带亲代遗传基因，中段含有大量線粒體以提供能量，其尾部则具有螺旋运动功能，使精子能向前游动。
人类一次正常的射精过程中，其射出的精液中，精子的个数大约有2亿到5亿个之多，但在精液的总体积中仍然只是占有很小的比例。